# Згурская, Екатерина Ивановна
Екатерина Ивановна Згурская (укр. Катерина Іванівна Згурська; 14 (27) ноября 1915, Рига, Российская империя — 2000) — советский украинский юрист и государственный деятель. Судья (1947—1954) и заместитель председателя Верховного суда Украинской ССР (1952—1954), министр юстиции Украинской ССР (1957—1963) и депутат Верховного Совета Украинской ССР V (1959—1963) и VI созывов (1963—1967).

## Биография
Екатерина Згурская родилась 27 ноября 1915 года в Риге. Высшее образование она получила в Харьковском юридическом институте имени Л. М. Кагановича, который окончила в 1938 году (до 1937 года — Харьковский институт советского строительства и права). После окончания вуза работала в Житомирском областном суде Украинской ССР, сначала судьей, а затем заместителем его председателя. После начала Великой Отечественной войны Згурская была эвакуирована в Пугачёв (Саратовская область, Российская СФСР). После окончания войны, и вплоть до 1947 года продолжала работать в Житомирском областном суде.
6 марта 1947 году депутаты Верховного Совета Украинской ССР избрали Згурскую судьёй Верховного суда Украинской ССР, а в 1952 году она стала заместителем председателя этого судебного органа. Начиная с 1954 года она работала в Министерстве юстиции Украинской ССР, а затем, в марте 1957 года возглавила это ведомство, сменив на этом посту Фёдора Глуха. В 1959 и 1963 году избиралась депутатом Верховного Совета Украинской ССР V и VI созывов. Во второй раз была избрана в Верховный Совет Украинской ССР от Городокского избирательного округа Хмельницкой области.
21 марта 1963 года Министерство юстиции Украинской ССР было ликвидировано, а его полномочия были переданы Верховному суду республики. После ликвидации минюста, в апреле того же года Екатерина Згурская начала работать в Прокуратуре Украинской ССР, где стала заместителем прокурора. Продолжала работать в прокуратуре до начала 1966 года, а затем стала заместителем заведующего отдела по вопросам помилования Верховного Совета Украинской ССР. В 1977 году Екатерина Ивановна вышла на пенсию и начала преподавать правоведение в Институте повышения квалификации работников пищевой промышленности. Продолжала работать в этом учреждении до 1982 года.
Екатерина Ивановна скончалась в 2000 году.

## Память
Учёные Национальной юридической академии Украины имени Ярослава Мудрого (бывший Харьковский юринститут) в 1995 году особо отметили среди своих выпускников, как человека «сделавшего значительный личный вклад дело правоприменения, отправление правосудия, укрепления законности и правопорядка» Екатерину Згурскую, поставив её в один ряд с тремя другими своими выпускниками (Ф. К. Глухом, В. В. Онопенко и Д. Х. Панасюком), которые также занимали пост министра юстиции Украины.
В 2015 году Украинский институт национальной памяти включил Згурскую в «Список лиц, подпадающих под закон о декоммунизации».